# AGM-88 HARM
AGM-88 HARM (англ. High-speed Anti-Radiation Missile — Высокоскоростная противорадиолокационная ракета) — американская высокоскоростная противорадиолокационная ракета. Разрабатывалась как замена ракетам AGM-45 Shrike.
Принята на вооружение в 1983 году. Способна наводиться на высокочастотные РЛС. Менее уязвимая для традиционных видов помех, типа выключения РЛС при обнаружении запуска ракеты, ракета HARM вычисляет местоположение цели и способна её поразить даже если РЛС была выключена.
Последние модификации предназначены для поражения РЛС со сменой рабочих частот.
Ими оснащают самолёты A-6 Intruder, F-4 Phantom II, F-16 Fighting Falcon, F/A-18 Hornet, F-111 Aardvark, Panavia Tornado, МиГ-29 и Су-27.

## Разработка
Разработана в 1980-х годах. В 2005 году по заказу ВВС Италии начата разработка варианта AGM-88E; программа получила аббревиатуру AARGM — Advanced Anti Radiation Guided Missle («Передовая противорадиолокационная и управляемая ракета»). Его отличием стала комбинированная головка самонаведения (ГСН), способная работать и обычным образом, и как радиолокационная ГСН миллиметрового диапазона (последний режим позволял обнаружить антенны РЛС, даже если сами РЛС были выключены). Ракета также имела инерциальную навигационную систему, и в качестве вспомогательной — спутниковую. Эти системы выводили её в район, где предполагалось наличие РЛС противника, после чего она начинала искать цель сама.
В 2016 году в США начались работы над новой модификацией, AARGM-ER (Extended Range — «увеличенная дальность»). Стояла задача «срастить» систему наведения от модели «Е», стандартный фюзеляж и реактивный ускоритель, благодаря которому ракета полетела бы на существенно большую дальность. Испытания завершены в 2020 году.

## Боевое применение

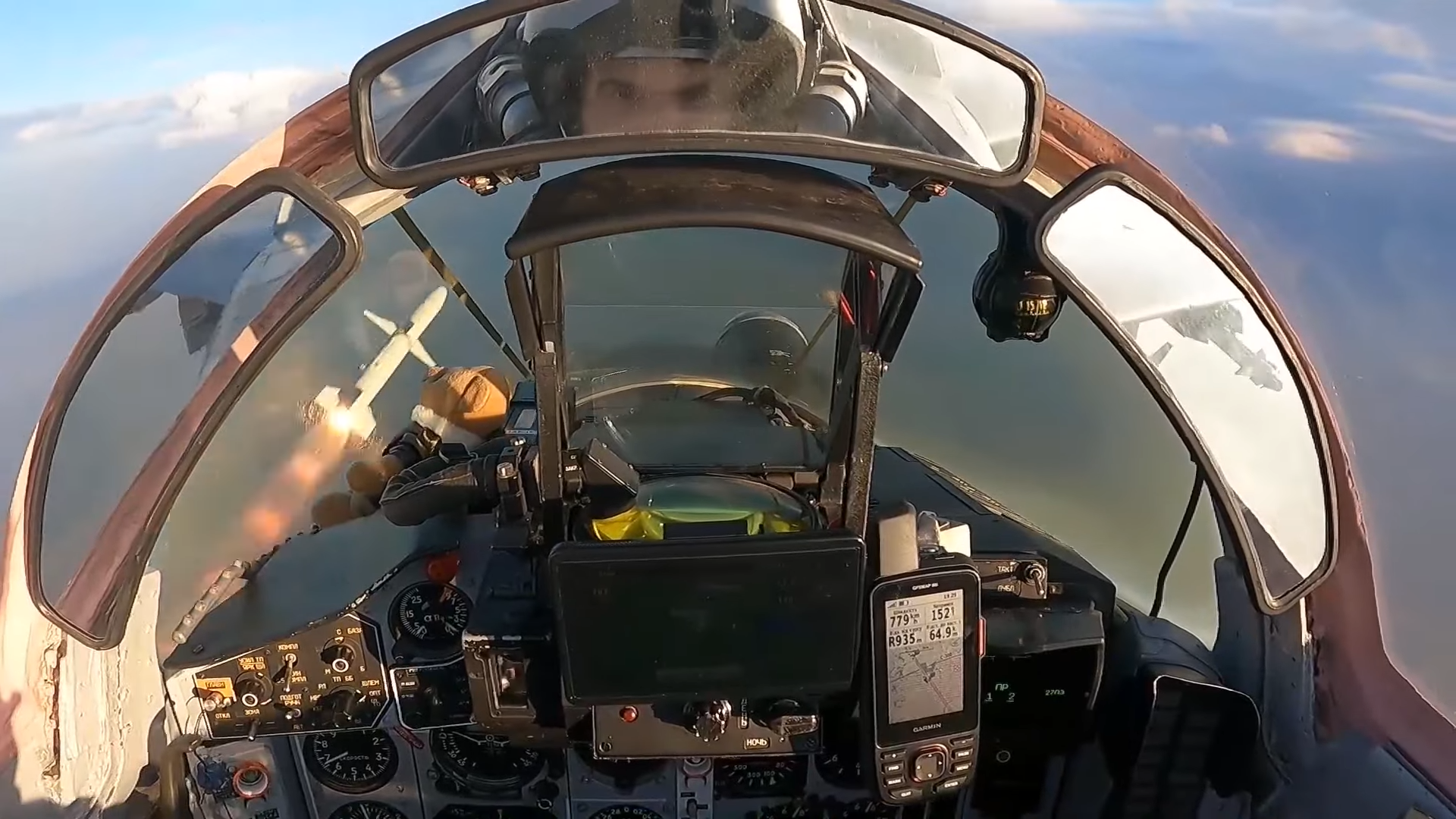
Украинский МиГ-29, запускающий ракету AGM-88 HARM

Впервые применялась в ходе акции против Ливии в 1986 году.

### Война в персидском заливе
Применялась против Ирака в 1991, всего 2000 ракет. Кроме вражеских целей, ракетами AGM-88 HARM был поражены 3 своих же радара, свой стратегический бомбардировщик B-52 Stratofortress и 2 своих корабля: саудовский ракетный катер Abu Obaidah, при этом был убит 1 саудовский моряк и 2 было тяжело ранено и американский фрегат USS Nicholas. В первую ночь операции «Буря в пустыне» 125 выпущенными ракетами HARM были уничтожены примерно 56 радарных установок зенитно-ракетных комплексов и зениток.

### Иракская война
Известен случай атаки пилотом F-16 с использованием ракеты данного типа по комплексу Пэтриот сил коалиции в ходе вторжения в Ирак (2003). Инцидент признан командованием коалиции, о жертвах и разрушениях не сообщается, перехват атакующего боеприпаса не состоялся. ПРР не попала в цель, но позднее в одном из радаров было обнаружено повреждение осколком ракеты, что потребовало заменить РЛС.

### Вторжение России на Украину
Использовались украинской стороной в ходе вторжения России на Украину.  В 2022 году США предоставили ракеты AGM-88 HARM Украине. которые можно запускать с украинских самолётов. AGM-88 используются украинской стороной в ходе вторжения России на Украину для уничтожения российских наземных радиолокационных станций, а также различных систем ПВО, в том числе С-300 и С-400.
По данным военных экспертов RUSI, используя ракету AGM-88, украинская сторона смогла значительно ослабить и ограничить действия российской ПВО (что привело к увеличению вылетов украинских Су-25 и Су-24 для нанесения бомбовых ударов по российским позициям в Херсоне и Харькове), вынудив ВКС России занять все более оборонительную позицию.

### Использование на самолётах советского производства
31 августа 2022 года украинские ВВС разместили на своей странице в Twitter видеоролик, на котором от первого лица запечатлён запуск ракеты AGM-88 HARM с МиГ-29. По мнению военного аналитика Дэвида Акса, «украинские лётчики, очевидно, стреляют ракетами HARM вслепую, используя режим, который не требует нового оборудования в тесной кабине одноместного сверхзвукового МиГа».
В начале сентября 2022 года был замечен украинский самолёт Су-27С, на пилонах крыла которого были установлены AGM-88 HARM. Ракета была установлена на пусковые установки АПУ-470, которые используются на МиГ-29 и Су-27 для стрельбы ракетами Р-27 (ракета «воздух-воздух»). Предполагается, что установка ракеты на советские самолёты оказалась проще, чем первоначально предполагалось, сообщается что «требуется только переходник для различных проводов и точек подвеса ракеты». Другие кадры украинского МиГ-29, использующего AGM-88, показали, что дисплей пилота распознал AGM-88 как противорадиолокационную ракету Р-27ЭП. Это позволяет предположить, что самолёты используют собственную авионику для запуска ракеты без необходимости дополнительных модификаций.

## Закупки
| Закупки ракет по видам вооружённых сил | Закупки ракет по видам вооружённых сил | Закупки ракет по видам вооружённых сил | Закупки ракет по видам вооружённых сил | Закупки ракет по видам вооружённых сил | Закупки ракет по видам вооружённых сил |
| Год                                    | ВВС                                    | ВВС                                    | ВМС                                    | ВМС                                    | Источн.                                |
| Год                                    | Ракет                                  | Бюджет                                 | Ракет                                  | Бюджет                                 | Источн.                                |
| -------------------------------------- | -------------------------------------- | -------------------------------------- | -------------------------------------- | -------------------------------------- | -------------------------------------- |
| 1991                                   | 1220                                   | $260,2 млн                             | 2261                                   | $528,7 млн                             | [ 25 ]                                 |
| 1992                                   | 465                                    | $116,2 млн                             | 749                                    | $221,7 млн                             | [ 25 ]                                 |
| 1993                                   | 846                                    | $225,3 млн                             | 0                                      | $31,7 млн                              | [ 25 ]                                 |

## На вооружении
- Австралия — AGM-88E[26]
- Египет[27]
- Германия[28]
- Марокко — AGM-88B/C/E[29]
- Израиль
- Италия
- Республика Корея[30]
- Испания[28]
- Китайская Республика — AGM-88B[31]
- Турция[32]
- Греция — AGM-88B Block IIIA, AGM-88E[33]
- Украина[34][35]
- ОАЭ[36]
- США — 6500 единиц, по состоянию на 2010 год[37]

## Характеристики
- Длина: 4,17 м
- Диаметр: 0,25 м
- Размах крыла: 1,13 м
- Масса УР: 361 кг
- Масса БЧ: 66 кг

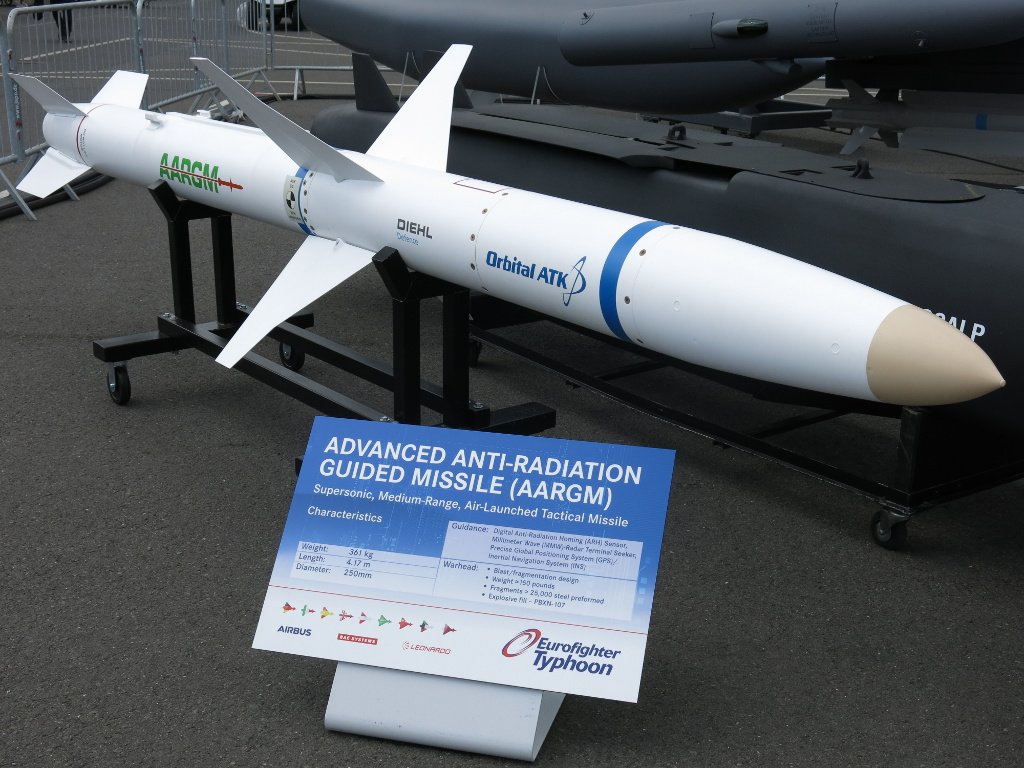
AGM-88E

- Наведение: пассивная радиолокационная ГСН
- Дальность пуска (максимальная): 150 км[38]
- Дальность пуска (минимальная): 25 км